# 失落的星球：极限状态
《失落的星球：极限状态》（简称《失落的星球》）是一款由卡普空开发与发行的第三人称射击游戏，是“失落的星球系列”首部作品，也是第一款原生支持DirectX 10的电脑游戏。游戏的Xbox 360版于2006年12月在日本发行，2007年1月在北美和PAL区发行。PC版于2007年6月在北美和PAL区发行。PlayStation 3版于2008年2月在全球发行。
《失落的星球》的剧情开始于T.C. -80（审判世纪后的80年），這时的地球已变得不再适合人类居住，一家名为NEVEC的公司尝试将人类移民至外星球E.D.N. III。但在该星球上，NEVEC公司发现了一个很不友好的外星种族“Akrid”。游戏中，玩家将扮演失去记忆的青年韦恩·霍顿，为找回自己的记忆并揭开脑海中的谜团，参与到Akrid和NEVEC战斗中。
本作的Xbox 360版得到了普遍好评，而PlayStation 3和PC版则褒贬不一。截止2007年4月，游戏在世界各地已售出超过100万套。2008年5月27日，游戏的加强版《失落的星球：殖民地》在北美發佈。游戏续作《失落的星球2》的开发于2009年2月宣布，后于2010年5月正式发布。2012年4月10日，卡普空宣布将开发这一系列游戏的續作《失落的星球3》，該作于2013年8月全球发售。

## 游戏情节

### 背景
《失落的星球》的主体情节发生在T.C. -80（审判世纪后的80年）的虚构星球E.D.N III。当时的地球由于战争、全球变暖和环境污染而变得已经不再适合人类居住了，在此情况下，一家名为NEVEC（Neo-Venus Construction）的星际公司计划将一个名为“E.D.N III”，类似冰河时代地球的行星征为殖民地，但他们发现该星球上存在一种新的外星生命物种并将其命名为“Akrid”。这一物种对人类很不友好，在其攻击下人们只能离开E.D.N. III，并暂时中止对该星球的殖民统治。当人类军队卷土重来准备与Akrid全面开战时，他们发现对方拥有一种称为“热能”（Thermal Energy，T-ENG）的能源，这种能源是在该星球上生存所必须的。NEVEC开发出一种使用热能为能源的巨大机器人生命维系护甲（VS），并通过它来打击Akrid。而少数没有在上次撤离行动中离开的人类作为“雪贼”，在E.D.N. III过着危险的游牧生活，靠收集死亡Akrid的热能维持生存。游戏以“雪贼”韦恩·霍顿为主角，讲述的是他为让星球适宜人类生存而努力击败Akrid并力图推翻NEVEC的故事。

### 剧情
游戏剧情从韦恩和他的父亲盖尔开始，他们的任务是要杀死一只被称为“绿眼”的巨大Akrid。在与绿眼作战的过程中，盖尔为保护韦恩而被绿眼击倒，韦恩也随之失去了知觉。
不知过了多久，韦恩苏醒过来，发现自己躺在一张床上，并受到了科学家尤里以及“雪贼”露卡和里克的照顾。而韦恩现在除了自己的名字和“绿眼”的事外什么都记不起来。尤里告诉韦恩他的手臂已经被改造过，可以利用热能来恢复生命力。韦恩随后加入了尤里的队伍，帮助消灭Akrid的巢穴，并与一位名为贝西尔的女人交手。贝西尔告诉韦恩，尤里杀害了她的丈夫，她要复仇，而这时尤里却神秘地消失了。在里克和露卡的帮助下，韦恩发现了绿眼的位置，并利用绿眼的巢穴中他父亲遗留下的VS将其消灭。在离开绿眼的巢穴时，韦恩和他的VS受到了NEVEC指挥官邦帝罗的袭击。韦恩和露卡勉强逃脱，但他们发现基地已被围困，里克也被抓走了。
一年后，在一次对NEVEC的突袭中，他们发现了里克，原来他已为贝西尔所救。贝西尔和韦恩抓到一名NEVEC士兵乔作为人质，并从他身上得到了很多情报。乔告诉他们，NEVEC计划把E.D.N. III改造成一个适宜人类居住的地方。在随后的战斗中韦恩被邦帝罗打伤，不过在这场战斗中，韦恩和乔发觉NEVEC的“改造计划”将消灭地面上的所有生物，包括Akrid与人类，而届时NEVEC将躲在安全的空中。乔随即决定加入韦恩的团队以阻止NEVEC的计划。
随后众人向NEVEC的基地进发。韦恩再一次与邦帝罗对战并将其击败。贝西尔为了给韦恩争取时间，与NEVEC的部队同归于尽。韦恩在基地中找到了垂死的尤里，尤里把一个可以强化VS的晶片交给韦恩后死去，原来尤里失踪是因为被NEVEC所抓。韦恩开始与NEVEC的上司伊森伯格指挥官对决，韦恩借助进化VS的力量将其击败，这时乔通过无线电告知韦恩，NEVEC的阴谋已被阻止。韦恩发现伊森伯格还没死，两人随即发生枪战，伊森伯格身死，韦恩重伤，再次失忆。
一年后，露卡和里克利用尤里的技术将E.D.N. III上的冰雪融化，并与失忆的韦恩再次相遇。

## 游戏要素

### 单人模式
游戏主要使用第三人称越肩视角，玩家可随时在第三人称和第一人称视角中切换。在游戏中，玩家可以选择徒步，或骑着被称为VS（Vital Suits，即生命维系护甲）的巨大机器人。VS可以携带机炮和火箭弹等重火力武器，它能拿起地上的武器，也可同时使用多种武器。玩家徒步时能够使用抓钩把自己拉到平时难以到达的地方，或钩到VS上并将其劫持。驾驶VS和使用某些武器均需要热能，当玩家的热能降为零时，其生命值将慢慢下降并最终死亡。玩家可以在打败敌人或激活数据站后得到热能。除了提供热能，数据站还允许玩家使用其导航雷达发现靠近的敌人。在游戏中，每个关卡玩家都会遭遇一次BOSS战，BOSS可能是VS，也可能是一个大Akrid。

### 多人模式

玩家参与Xbox360的在线游戏。

虽然在多人模式，热能降为零后不会使玩家死亡，但玩家也需要注意他们的热能水平，因为热能为零时将无法使用VS和某些需要热能的武器。多人模式包括四种模式：歼灭战（Elimination），团队歼灭战（Team Elimination），占领资料站（Post Grab），以及亡命之徒（Fugitive）。玩家杀死其他选手得分，被杀或自杀失分。歼灭战模式类似于死亡竞赛，由16名玩家自由作战。团队歼灭战模式是一个小组消灭另一个小组，最多一共允许16名玩家参与。占领资料站模式是让玩家占领资料站，时间耗尽后占领最多资料站的小组获胜。亡命之徒模式是一个玩家扮演逃犯，其他玩家尝试在时间耗尽前逮捕他。

## 游戏开发
卡普空于2005年12月10日首次向外界宣布《失落的星球》，在招待会上游戏制作兼监制人竹内润，设计师大黑健二，故事原创黑泽真向记者介绍了游戏。在这次招待会上，卡普空宣布他们将按照传统选择一个真人作为游戏主角的原型。卡普空选择了韩国明星李炳宪作为韦恩的原型。为了抓住李炳宪的面部特征，卡普空使用了名为“面部机器人”的程序。这使得卡普空可以捕捉李炳宪的基本表情并将其转化游戏中韦恩的面部表情。卡普空要求李炳宪穿着一件游戏中韦恩常穿的休闲装做全身三维扫描，并使用GATOR函数将捕捉到的体型转换。但卡普空没有让李炳宪进行动作捕捉，而是由动画师手工设计了动作。至于游戏环境，卡普空用同屏30万至60万的多边形来表现一次战斗。最后他们使用XSI程序并手动添加细节。值得注意的一点是，游戏在北美和日本均取得了商业上的成功。
在2006年5月11日的E3 2006中，卡普空首次公开了一段新预告片以及一个包含单人和多人模式的Xbox Live演示。制作人稻船敬二解释了为什么卡普空公司选择Xbox 360作为首发平台：“Xbox 360代表一个很好的平衡。你想想看它是什么时候发布，它能做什么，需要花多少钱来买，能玩什么类型的游戏，它处于一个很恰当的位置。而PlayStation 3对于很多想购买它的人来说，太贵了，不过（Xbox）360依然会在那儿。它仍将是大多数人买得起的东西。只有一个缺点，很不幸它在日本并没有成功”。《失落的星球》也出现在2006莱比锡游戏展上，在那儿他们展示了一段关于在线多人游戏的宣传片。《失落的星球》也出现在东京电玩展2006和DICE 2009上。

## 发行

### 珍藏版和加强版
本游戏的珍藏版于2007年1月12日在全球发布。珍藏版使用一个特别的锡制外盒，内有独有封面的艺术设定集、多媒体动画，以及新的多人游戏地图（地图在珍藏版发布两个月后提供免费下载）。
《失落的星球：殖民地》（Lost Planet: Colonies）是《失落的星球：极限状态》的加强版，只在Xbox 360和PC平台上发售。游戏包括新的多人地图和一个人类对抗Akrid的新多人游戏模式，此多人游戏可选择新的角色和武器。
《失落的星球：殖民地》添加了四个新的单人游戏模式：竞分模式（Score Attack，玩家靠射击头部等不同的杀敌方式得分，类似《光环3》的合作模式）、限时作战模式（Time Trial Battle Mode，类似《使命召唤4：现代战争》的街机模式）、第一人称射击模式和无限模式（需要解锁）。游戏还支持Xbox Live和Games for Windows － Live用户之间的跨平台对战。《殖民地》不兼容原版《失落的星球》的游戏进度或多人游戏，玩家每次只能运行其中的一个版本。《失落的星球：殖民地》在于2008年5月27日北美發行，5月29日在日本發行，6月6日在歐洲發行。游戏可通过Steam平台购买。但是，它运行时仍然需要用户登录Windows Live。

### 扩展包
卡普空宣布将为《失落的星球》提供三个地图包和一个单独地图的扩展包。第一个地图包发布于2007年3月9日，其中包括地图“雷达站”和“902岛”。第二个地图包发布2007年4月6日，其中包括地图“蜂巢”和“试验点”。单独的地图“战场”于2007年6月7日发布。最后一个地图包发布于2007年8月16日，其中包括“失落的技术”“遗址”和“冰降”。
2007年7月16日，卡普空宣布推出第一个Windows平台的扩展包。内容包括类似生化危机系列视角的模式，和新的移植自主机版的多人联机地图。内容还包括了3个新角色，包括战役中出现过的乔、《丧尸围城》中的弗兰克·韦斯特，还有穿着洛克人服装的弗兰克·韦斯特（《丧尸围城》中也可解锁此角色）。

## 改编作品

### 漫畫
2010年3月，卡普空宣布在游戏杂志《电击Games》上开始连载《失落的星球》漫画作品《LOST PLANET BOUND RAVEN》，其故事情节发生于《失落的星球》与《失落的星球2》之间。

### 电影
2008年7月，《合金装备》的配音演员和《X战警》的编剧戴维·海特宣布正与华纳兄弟公司合作为基于《失落的星球》的电影编写剧本。2008年7月15日，在E3展览上，卡普空宣布将与华纳兄弟合作把《失落的星球》改编成电影《失落的星球：电影》（暂译），本片将由戴维·海特编写剧本，海滨娱乐公司（Seaside Entertainment）负责制作，原惊奇制片公司总裁艾维·亚拉和史蒂文·保罗为制片人。

## 评价

### 媒体评价
| 汇总媒体     | 得分   | 得分   | 得分   |
| 汇总媒体     | X360   | PS3    | PC     |
| ------------ | ------ | ------ | ------ |
| GameRankings | 78.56% | 70.19% | 67.00% |
| Metacritic   | 79/100 | 67/100 | 66/100 |

| 媒体           | 得分   | 得分   | 得分   |
| 媒体           | X360   | PS3    | PC     |
| -------------- | ------ | ------ | ------ |
| 1UP.com        | C+     | C+     | C      |
| Eurogamer      | 7/10   |        | 5/10   |
| GameSpot       | 8.1/10 | 7/10   | 7/10   |
| GameSpy        | [ 46 ] | [ 47 ] | [ 48 ] |
| IGN            | 8.5/10 | 5.5/10 | 5.8/10 |
| VideoGamer.com | 7/10   | 6/10   | 7/10   |

《失落的星球：极限状态》得到了媒体较为正面至褒贬不一的评价，《失落的星球》Xbox 360版在评论聚合网站GameRankings和Metacritic分别得到了78.56%的和79分的汇总评分（满分为100分），而PlayStation 3版则为70.19%和67分的汇总评分，PC版为67%和66分的汇总评分。日本的游戏杂志《Fami通》更是给予本作36/40的高度评价。游戏网站Gamasutra称《失落的星球》“令人印象深刻”，其视觉效果和战斗场景也备受好评。但也有评论家批评其操控手感、配音及优化方面表现不佳。另外，有评论家称赞游戏的世界观和其中精巧的机械，称其玩法可与《希魔复活》和《洛克人》相比。与其他射击游戏的剧情设定（如二战）相比，E.D.N. III的冰原设定更是大受欢迎。GameSpy评论：“（关卡设定）令人回味，普通的城市废墟、飞船内部、或燃烧的二战战场可做不到这一点”。让玩家为了生存而不断地寻找热能的系统被认为很新颖，尽管这不是很有挑战性。IGN的埃里克·布鲁德维希（Erik Brudvig）说：“在大多数时候，热能消失的不够快是一个问题，但它确实很好的促动玩家去迎接下一个挑战”。
《失落的星球》Xbox 360和PC版本的画面得到了广泛好评。VideoGamer.com评论：“在Xbox 360上，（游戏的）一些视觉效果令人印象深刻”。其他评论者提到其视觉效果为“惊人的”，“华丽的”，和“出色的”。然而，PlayStation 3版的画面却不那么好。澳大利亚的PALGN说：“Xbox 360版的整体效果和运行速度完胜PlayStation 3版，当你把两个版本放在一起比较时差别尤其明显。这令人非常失望，因为PlayStation 3版可是比Xbox 360版晚了一年发布”。音效方面，收到的评价从一般到好均有，唯其配音遭到了广泛的批评。如GameSpot就表示：“配音很生硬，其中最糟糕的情况下听起来非常虚假”。
Akrid的设计受到表扬，评论称其可与《装甲龙骑兵》、《沙丘》和《星河戰隊》中的怪物相比。IGN评论：“巨型地龙看起来像是将弗兰克·赫伯特所想象的巨大飞蛾直接撕裂而生成，其中的线条既美丽又可怕，整个设计超凡脱俗”。与巨大Akrid的BOSS战被认为是大规模和史诗级的战斗；PALGN将它们与《汪达与巨像》相提并论。角色设计得到了消极评论，尤其是主角韦恩的设计。评论家批评他的名字缺乏个性并且落入俗套。另一个常见的抱怨是关于其剧情；评论家认为其令人困惑、费解，且翻译质量低下。GameSpot表示：“最初游戏讲述了一个关于复仇的故事。但是，随着剧情的展开，越来越多令人费解的文字让整个剧情失控”。
《失落的星球》多人游戏部分得到了好坏不一的评价。评论家一般都很高兴游戏给了玩家多种选择，但令人失望的是，玩家只能通过联网进行多人游戏，而不能在单台机器上多人合作。GamePro批评了Xbox 360版本的配对系统，如果主机掉线，所有加入此游戏的玩家都将断开连接。PC版本在发行后遇到很多技术问题，使得很多玩家无法加入在线游戏。

### 销售情况
截至2007年9月，Xbox 360版游戏的演示版居Xbox Live下载排行榜第二，并且在2007年的最常玩在线游戏排行榜上位居第十。Xbox 360版本在北美和英国都十分畅销，其中2007年1月以32万9000份成为美国最畅销的Xbox360游戏。2007年1月17日，卡普空公司宣布游戏全球销量达到一百万。截至2007年3月底已售出137万份。发行一年后，日本Xbox360版已售出61,555份，成为该地区销量第十的Xbox 360游戏。PlayStation 3版在日本和北美很畅销，并在发布34周后成为英国销售排行榜的冠军。2008年12月亚马逊将此游戏放到首页推荐之后，北美版销量大增。这两个家用机版在美国游戏租赁公司GameFly中都很流行。2007年初，Xbox 360版本成为了该公司全游戏平台中出租量最高的游戏。在日本，PC版的销量名列前五。这两个版本的《失落的星球》的总销量为280万份。

### 所获奖项
本游戏的Xbox 360版本获得了IGN的“编辑选择奖”和莱比锡游戏展的“最佳Xbox 360游戏奖”。它还在2006年的E3展会上得到了1UP.com的“最佳动作游戏奖”和一个2007年的日本游戏“卓越奖”。游戏的市场营销活动也获得了多个奖项，在2007年电子互动营销协会举办的M16奖中，限量版包装得到“金奖”，宣传海报和宣传视频得到“银奖”。在2007年的游戏音频网络协会上，《失落的星球》获得了最佳电影/过场音频和年度音效设计奖的提名，但最终均不敌《战争机器》。

## 续作
《失落的星球2》作为《失落的星球：极限状态》的续作于2009年2月23日公布，Xbox Live上发布的视频显示E.D.N. III上的冰雪已经融化并开始出现茂密的丛林。卡普空表示游戏将包括一些重大更新，包括改良版的MT Framework引擎和新的多人协作战役。《失落的星球2》后于2010年5月发布。《失落的星球3》于2012年4月10日公布，游戏最终于2013年8月全球发售。